# 米里亞
米里亞是尼日爾南部的城市，由津德爾大區負責管轄，位於薩赫勒地帶，距離津德爾約20公里，周圍種滿猢猻樹和芒果樹，2001年人口19,161。
13°43′N 9°09′E / 13.717°N 9.150°E